# Corno Piccolo
De Corno Piccolo (2655 m) is een top van het bergmassief Gran Sasso en ligt ten noordwesten van de Corno Grande (2912 m). De twee toppen liggen op ongeveer 1500 meter afstand van elkaar en worden gescheiden door de bergpas Sella dei due Corni (2547 m). In de bergkom die de twee toppen vormen ligt de Calderonegletsjer, de zuidelijkste gletsjer van Europa.
Ondanks dat de berg ruim 200 meter lager is dan de Corno Grande is de top veel moeilijker bereikbaar. Mede hierdoor werd de Corno Piccolo pas in 1887 bedwongen, zo'n 300 jaar later dan de Corno Grande. Tegenwoordig wordt de beklimming vergemakkelijkt door de stoeltjeslift die vanuit Prati di Tivo (1450 m) omhoog gaat naar La Madonnina (2012 m).

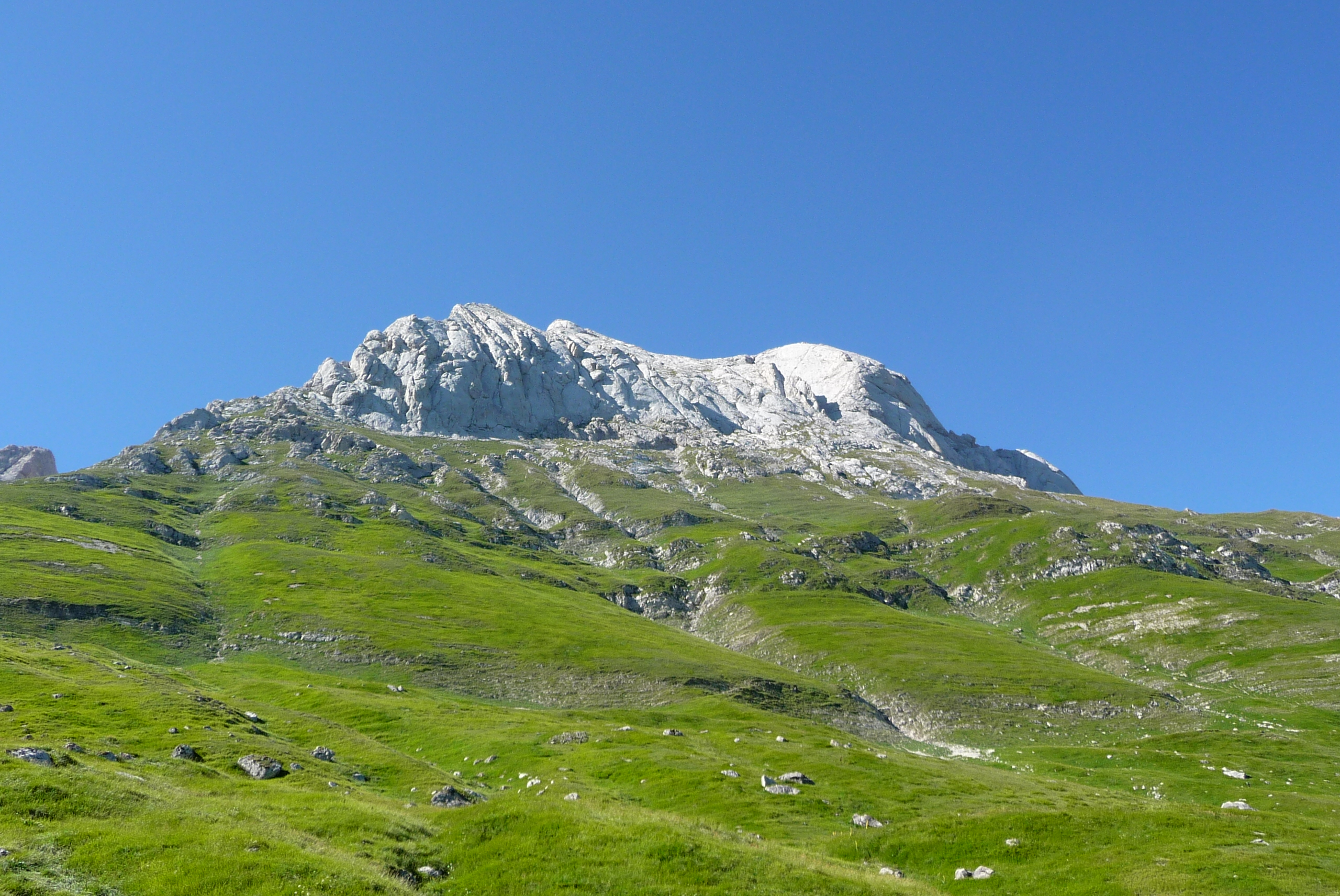